# Sif Mons
Il Sif Mons è una formazione geologica della superficie di Venere.
È intitolato a Sif, dea norrena moglie di Thor.